# Disco Crash
Albums de Bob Sinclar
Strictly Bob Sinclar
(2010)
Singles
1. Tik Tok
Sortie : 2010
2. Far l'Amore
Sortie : 2011
3. Me Not a Gangsta
Sortie : 2011
4. Rock the Boat
Sortie : 19 décembre 2011
5. F*** With You
Sortie : 7 mai 2012

Disco Crash est un album du DJ français Bob Sinclar sorti le 9 janvier 2012 édité sous le label Yellow Productions. L'album entre à la 19e place du Top album en France avec environ 10 000 exemplaires vendus.

## Liste des pistes
| No  | Titre                                                      | Durée |
| --- | ---------------------------------------------------------- | ----- |
| 1.  | Rock the Boat (Feat. Pitbull, Dragonfly et Fatman Scoop)   | 3:04  |
| 2.  | F*** With You (Feat. Sophie Ellis Bextor et Gilbere Forte) | 3:08  |
| 3.  | Wild Thing (Feat. Snoop Dogg)                              | 4:48  |
| 4.  | Far L'amore (Feat. Raffaella Carrà)                        | 3:08  |
| 5.  | Not Gansgta (Feat. Mr. Shammi)                             | 2:54  |
| 6.  | Life (Feat. Ben Onono)                                     | 6:33  |
| 7.  | Put Your Handz Up (Feat. Hot Rod)                          | 4:21  |
| 8.  | Tik Tok (Feat. Sean Paul)                                  | 3:06  |
| 9.  | Around The World (Feat. Gilbere Forte)                     | 4:19  |
| 10. | Rainbow Of Love (Feat. Ben Onono)                          | 3:23  |
| 11. | The Network (Feat. Kc Flightt)                             | 5:39  |
| 12. | Magic Fly                                                  | 5:15  |
| 13. | C'est Si Bon (Reprise Yves Montand)                        | 3:07  |
| 14. | Groupie (Reprise Pinocchio)                                | 3:05  |
| 15. | House Music (Feat. Ron Carroll)                            | 6:39  |

## Historique de sortie
| Pays     | Date            | Format         | Label              |
| -------- | --------------- | -------------- | ------------------ |
| France   | 9 janvier 2012  | CD             | Yellow Productions |
| Brésil   | 10 janvier 2012 | Téléchargement | Yellow Productions |
| Belgique | 16 février 2012 | Téléchargement | Yellow Productions |